# Collectie Willem baron van Dedem
De collectie Willem baron van Dedem was de privécollectie van Willem van Dedem (1929-2015). Deze zakenman, die in Londen woonde, was onder meer vanaf 1997 tot zijn overlijden in 2015 voorzitter van de raad van toezicht van TEFAF te Maastricht.

## Nederlandse en Vlaamse schilderkunst uit de 17e eeuw
De kunstverzameling bestond voornamelijk uit Nederlandse en Vlaamse schilderkunst uit de 17e eeuw. Van Dedem legde zijn verzameling aan gedurende veertig jaar. De uit 61 werken bestaande verzameling werd gezien als een van de belangrijkste in zijn soort en omvatte stillevens, landschappen en stads- en zeegezichten naast religieuze en mythologische onderwerpen.
Grote namen in de verzameling waren bijvoorbeeld Hendrick Avercamp, Jan Brueghel en Pieter Brueghel, Meindert Hobbema, Gabriël Metsu, Rembrandt van Rijn, Salomon van Ruysdael en Jan Steen.

## Schenkingen aan musea
De verzamelaar schonk in juni 2014 een gewaardeerd werk van Meindert Hobbema aan het Amsterdamse Rijksmuseum. Het werk met de titel Boslandschap met een vrolijk gezelschap in een wagen wordt geëxposeerd in de Eregalerij van het Rijksmuseum. Het museum werd eigenaar van het werk, dat echter nog een tijdje als een 'bruikleen' bij Van Dedem bleef.
Sommige werken werden geschonken aan het Mauritshuis in Den Haag en andere aan de National Gallery in Londen.
Het Mauritshuis kreeg Stilleven met tazza van Pieter Claesz., Stilleven met fruit en glazen op een zilveren schaal van Willem Kalf, Braziliaans landschap met een huis in aanbouw van Frans Post, Winterlandschap bij Arnhem van Salomon van Ruysdael en Dansende boeren voor een Boheemse herberg van Roelant Savery.